# Edge of Excess
Edge of Excess es el décimo álbum de estudio de la banda canadiense de hard rock Triumph y fue publicado en 1993.  Este es el primer álbum sin el guitarrista y cantante Rik Emmett en la alineación de la banda.
Gil Moore y Michael Levine, después de algunos años de inactividad, decidieron grabar un álbum nuevo y para ello contrataron al guitarrista Phil Xenidis (también conocido como Phil X) para la grabación de Edge of Excess y para la gira del mismo.
El álbum tuvo cierto éxito en Canadá, de hecho, el sencillo «Child of the City» se posicionó en el lugar 91.° en la lista de la revista RPM,  pero en los Estados Unidos Edge of Excess fue generalmente ignorado.
La canción «Ridin' High Again» viene incluida solamente en la versión estadounidense,  mientras que el tema «Troublemaker» está en la banda sonora de la película Hellraiser III.

## Lista de canciones

### Versión canadiense
| A Side |                        |          |  |
| N.º    | Título                 | Duración |  |
| 1.     | «Child of the City»    | 5:04     |  |
| 2.     | «Troublemaker»         | 4:06     |  |
| 3.     | «It's Over»            | 4:21     |  |
| 4.     | «Edge of Excess»       | 4:44     |  |
| 5.     | «Turn My Back On Love» | 4:06     |  |
| 6.     | «Black Sheep»          | 5:25     |  |
| 7.     | «Boy's Nite Out»       | 5:19     |  |
| 8.     | «Somewhere Tonight»    | 4:34     |  |
| 9.     | «Love in a Minute»     | 4:45     |  |

### Versión estadounidense
| A Side |                        |          |  |
| N.º    | Título                 | Duración |  |
| 1.     | «Child of the City»    | 5:04     |  |
| 2.     | «Troublemaker»         | 4:06     |  |
| 3.     | «It's Over»            | 4:21     |  |
| 4.     | «Edge of Excess»       | 4:44     |  |
| 5.     | «Turn My Back On Love» | 4:06     |  |
| 6.     | «Ridin' High Again»    | 4:55     |  |
| 7.     | «Black Sheep»          | 5:25     |  |
| 8.     | «Boy's Nite Out»       | 5:19     |  |
| 9.     | «Somewhere Tonight»    | 4:34     |  |
| 10.    | «Love in a Minute»     | 4:45     |  |

## Formación
- Gil Moore — voz principal, batería y percusiones.
- Michael Levine — bajo, teclados, sintetizadores y coros.
- Phil Xenidis — guitarra y coros.